# Soulèvement du ghetto de Częstochowa

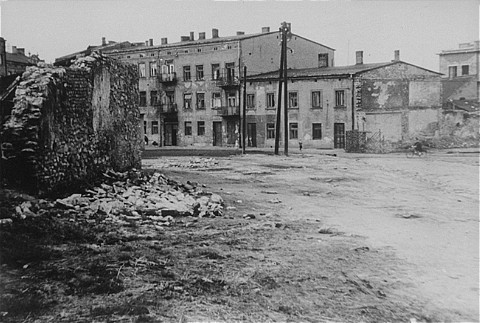
La place de Varsovie à Częstochowa bombardé en 1944 après le soulèvement du ghetto, elle a été rebaptisée Place des Heroes du Ghetto après la guerre

Le soulèvement du ghetto de Częstochowa était une insurrection dans le ghetto de Częstochowa en Pologne contre les forces d'occupation allemandes pendant la Seconde Guerre mondiale. Il a eu lieu fin juin 1943, entraînant la mort de quelque 2 000 Juifs.
Le ghetto a été créé à la suite d'une journée connue sous le nom de lundi sanglant, une journée au cours de laquelle les nazis ont tué 300 citoyens juifs lors de l'occupation de la ville de Częstochowa. Le ghetto a duré de sa création le 3 septembre 1939 à sa libération par l'Armée rouge soviétique en janvier 1945. Les prisonniers du ghetto ont été contraints de travailler dans des usines de travail forcé, de fabrication. Tout au long de la vie de ce site, il a abrité 48 000 juifs polonais. – dont 40 000 ont été déportés au camp d'extermination de Treblinka.
Le premier exemple de résistance armée a eu lieu le 4 janvier 1943, dans le soi-disant Grand Ghetto établi par les Allemands en avril 1941. Lors de la "sélection" de quelque 500 Juifs à déporter vers le ghetto de Radomsko, une fusillade a éclaté sur la place de Varsovie dans laquelle Mendel Fiszelewicz et Isza Fajner ont été tués. 50 jeunes juifs sont exécutés en représailles.

## Insurrection à grande échelle
La liquidation définitive du Petit Ghetto a commencé en juin 1943, après quatre mois d'exécutions massives au Cimetière et de « sélections » de Juifs pour les déportations aux camps de travail forcé, y compris à Bliżyn. Le 25 juin (ou 26), 1943 un soulèvement complet éclate, organisé par l' Organisation des combattants juifs, même si les insurgés sont faiblement armés. Ils se sont barricadés dans des bunkers le long de la rue Nadrzeczna. Dans les combats et les massacres qui suivirent, 1 500 Juifs moururent. Le chef du soulèvement, Mordechaj Zylberberg, s'est suicidé alors que les Allemands étaient sur le point de s'emparer de son bunker sur Nadrzeczna. Le soulèvement a été réprimé le 30 juin 1943 et 500 Juifs supplémentaires ont été brûlés vifs ou enterrés sous les décombres du Petit Ghetto. Les 3900 fugitifs restants ont été arrêtés et envoyés au camp de Warta ou incarcérés dans les prisons de travail voisines, Hasag Pelcery et Huta. Cependant, le ghetto de Częstochowa n'a pas été liquidé. Quelque 10 000 Juifs ont été amenés de Skarżysko-Kamienna en 1944. Environ 5 200 d'entre eux ont été libérés par l'Armée rouge à la mi-janvier 1945.